# Synchronicity (álbum)
Synchronicity es el quinto y último álbum de estudio de la banda británica  de rock The Police. Fue publicado por A&M Records el 1 de junio de 1983. Este álbum se convirtió en el más exitoso de Police, gracias al éxito comercial de «Every Breath You Take», logrando posicionarse en el primer puesto de ventas de los Estados Unidos (vendió más de 8 millones de copias en dicho país), así como en el Reino Unido. El disco fue grabado en seis semanas en Monserrat, al igual que Ghost in the Machine, también producido por la banda junto a Hugh Padgham.

## Grabación
Gran parte del material del álbum está inspirado en el libro "The Roots of Coincidence" de Arthur Koestler, y la obra de C.G Jung, Synchronicity dando la idea del título y del concepto del álbum. Sting era un ávido lector de Koestler y Jung y también bautizó al álbum "Ghost in the Machine" en referencia a una de una de sus obras.
El álbum marcó una significativa reducción en las influencias del reggae que eran una parte fundamental de los primeros cuatro discos de la banda, ofreciendo en cambio texturas con mucha producción y un enorme uso de los sintetizadores que, a veces, condujeron a canciones enteras ("Synchronicity I", "Wrapped Around Your Finger"). La influencia de la world music también se puede escuchar en canciones como "Tea in the Sahara" y "Walking in Your Footsteps".
Al igual que con su álbum anterior, las pistas básicas de "Synchronicity" fueron grabadas en los AIR Studios, Montserrat, a partir de diciembre de 1982. Los tres miembros de la banda grabaron sus partes en salas separadas: Stewart Copeland con su batería en el comedor, Sting en la sala de control y Andy Summers en el estudio real. Según el coproductor Hugh Padgham, esto se hizo por dos razones: obtener el mejor sonido para cada instrumento y "por razones sociales". Padgham también declaró que los subsiguientes overdubs se hicieron con sólo un miembro en el estudio a la vez . Los overdubs se hicieron en Le Studio, en Quebec, entre enero y febrero de 1983. Durante la grabación de "Every Breath You Take", Sting y Copeland llegaron a tomarse a golpes de puño y Padgham casi abandona el proyecto.

## Recepción
La prensa elogió la evolución de la banda hasta ese punto, en donde se abocaron a una combinación coherente de géneros dispares y la experimentación sonora. También fue nombrado como uno de los mejores discos de la década de los '80 y los mejores álbumes de todos los tiempos en numerosas publicaciones, incluida la revista Rolling Stone, quién describió "cada corte en Synchronicity no es simplemente una canción, sino una miniatura y discreta banda sonora". Desde entonces, ha sido incluido en sus listas de "Los 100 Mejores Álbumes de Los Años Ochenta" y en "Los 500 Álbumes Más Grandes de Todos Los Tiempos".
En 2009, "Synchronicity" fue incluido en el Salón de la Fama del Grammy. En 1983, los lectores de Rolling Stone calificaron en una encuesta a "Synchronicity" como el "Álbum del Año".
La consecuente gira comenzó en agosto de 1983, realizando presentaciones importantes en lugares como el Shea Stadium de Nueva York, presentándose ante 70.000 espectadores y Omni Coliseum de Atlanta, donde realizaron dos conciertos grabados para la televisión.
Synchronicity fue nominado en la categoría Mejor Álbum del Año en los Premios Grammy de 1984, pero perdió ante el famosísimo álbum de Michael Jackson, Thriller.
La canción "Murder By Numbers" no fue incluida en la edición original en vinilo, pero si en el casete. Esto estaba aclarado en las ediciones con una leyenda, no fue hasta la edición en CD de fines de los 80 cuando se la agregó definitivamente.

## Lista de canciones
Todas las canciones fueron escritas y compuestas por Sting, excepto donde se indique.
1. «Synchronicity I» – 3:20
2. «Walking in Your Footsteps» – 3:34
3. «O My God» – 4:00
4. «Mother» (Andy Summers) – 3:05
5. «Miss Gradenko» (Stewart Copeland) – 1:58
6. «Synchronicity II» – 4:59
7. «Every Breath You Take» – 4:14
8. «King of Pain» – 4:54
9. «Wrapped Around Your Finger» – 4:54
10. «Tea in the Sahara» – 4:06

### Canción extra en cassette y CD
1. «Murder by Numbers» (Sting, Summers) – 4:31

## Integrantes

### The Police
- Sting: Voz principal y coros, bajo sin trastes, oboe, teclados.
- Andy Summers: Guitarras, piano, teclados, coros y voz principal en «Mother».
- Stewart Copeland: Batería y xilófono.

### Músicos adicionales
- Tessa Niles: Coros.

Producción
- Hugh Padgham: Producción e ingeniería.
- Dave Collins y Bob Ludwig: Masterización.
- Jeffrey Kent Ayeroff: Dirección de arte y diseño.
- Norman Moore: Dirección de arte y diseño.
- Vartan: Diseño.
- Duane Michals: Fotografía.[5]